# Lac des Taillères
Le lac des Taillères est un lac de Suisse situé à trois kilomètres à l'ouest du village de La Brévine.

## Géographie
Il est long de 1,9 km pour au maximum 300 mètres de largeur et est entouré par des pâturages et des forêts de sapins. Sa principale alimentation en eau provient d'une source. Le lac des Taillières occupe la profonde dépression de la vallée de la Brévine. Le lac est étroit mais s'étend en direction (ouest-sud-ouest) - (est-nord-est) selon le cours de la chaîne du massif du Jura dans la région.

## Tourisme
En hiver, lorsqu'il est gelé, il fait le bonheur des patineurs. En été, ce sont les baigneurs et les véliplanchistes qui affluent sur ses rives.

## Régulation
Depuis fin novembre 1995, son niveau est régulé par une vanne qui actionne une prise d'eau à 6 m de profondeur. Le but de cette manœuvre est d'éviter que les pâturages ne soient inondés et de maintenir le niveau du lac en dessous de 1039.5 m, cote de déversement. 
Le lac est alimenté par des filets d'eau de pluie, et les sources individuelles dans le lac lui-même ; il n'a pas de gros affluent apporteur de flux. L'eau de ruissellement passe sous terre. L'eau s'infiltre dans le fond calcaire poreux du lac, grâce à un système de grottes et réapparait à la lumière 6 km au sud et à 200 mètres de profondeur dans la source karstique de l'Areuse.